# Chrysologue de Gy
Chrysologue de Gy (Noël Andrey, plus connu sous le nom de Père Chrysologue), né le 8 décembre 1728 à Gy en Franche-Comté où il est décédé le 8 septembre 1808, était un capucin, astronome, cartographe et géologue français.

## Biographie
Fils d'Edmond Andrey et de Claude Rousselet, il entra en 1745 comme profès dans l'ordre des capucins à Salins (Jura). La vue de quelques cartes de géographie lui donna le goût de cette science. Il l'étudia d'abord seul et sans maître ; mais ses progrès déterminèrent ses supérieurs à l'envoyer à Paris, où il devait trouver plus de facilité pour s'instruire. Il suivit d'abord les leçons de Pierre Charles Le Monnier, célèbre astronome de l'académie des sciences, et il sut mettre à profit les conseils d'un maître aussi habile. 
Frappé de l'imperfection des planisphères célestes dont il avait été obligé de se servir, il en composa un uniquement pour son usage. Lemonnier le détermina à le publier, et ce planisphère parut en 1778, approuvé par l'académie et sous son privilège. Ce planisphère, projeté sur l'équateur, est en deux grandes feuilles, et on y trouve les neuf cents étoiles du Cœlum australe de Nicolas-Louis de Lacaille ; mais on prétend que Lemonnier, jaloux de ce dernier, empêcha le P. Chrysologue d'y dessiner la figure des quatorze nouvelles constellations australes. Il donna des planisphères que le dictionnaire Bouillet qualifie au XIXe siècle comme parmi les meilleurs ayant paru jusque-là. 
En 1779, il en fit paraître un second, et, en 1780, deux autres de différentes grandeurs et projetés sur divers horizons. Ces planisphères sont accompagnés d'instructions sur la manière de s'en servir. Son Hémisphère de la mappemonde projetée sur l'horizon de Paris, avec la description, et l'usage de ladite mappemonde, Paris, 1774, 2 feuilles grand aigle, est un chef-d'œuvre de correction. 
Ce religieux, obligé par son état à de fréquents voyages, eut l'occasion de parcourir, sur presque tous les points et dans presque tous les sens, les Vosges, le Jura et les principales chaînes des Alpes. Il en profita pour mesurer les hauteurs de ces montagnes. Son projet était de publier une carte de cette partie de l'Europe,si intéressante aux yeux du physicien et du naturaliste ; mais il ne l'a point exécuté. 
À l'époque de la Révolution française, il se retira dans sa famille, et peu de temps après, en 1791, il fit paraître une carte de la province de Franche-Comté, d'après sa division en trois départements. En l'an VIII, il fit imprimer dans le Journal des Mines la Description d'un baromètre portatif. Ce baromètre est celui dont Evangelista Torricelli est l'inventeur ; mais le P. Chrysologue l'avait perfectionné d'après ses propres observations. Il rendit compte dans le même journal des différentes mesures qu'il avait prises et des expériences qu'il avait faites à l'aide de cet instrument. 
Enfin, en 1806, il fit imprimer un ouvrage intitulé : Théorie de la surface actuelle de la terre, ou plutôt Recherches impartiales sur le temps et l'agent de l'arrangement actuel de la surface de la terre, fondées uniquement sur les faits, sans système et sans hypothèse, Paris, 1806, in-8°. Cet ouvrage peut être considéré comme le résultat de toutes les observations qu'il avait faites pendant vingt-cinq ans dans la Suisse, la Franche Comté et les Vosges ; on peut le regarder comme un supplément aux Voyages de Saussure, dont il a partout suivi la méthode et rectifié quelques inexactitudes. Suivant le rapport fait à l'Institut par Georges Cuvier, « ce livre est précieux pour les géologues, sous le rapport des faits intéressants qu'il contient. » Il a été réimprimé, Paris, in-8°.
Le P. Chrysologue est mort à Gy, le 8 septembre 1808. On trouvera son éloge dans le 3e volume des Mémoires de la société d'agriculture, lettres, sciences et arts de la Haute-Saône.

## Source
- Marie-Nicolas Bouillet  et Alexis Chassang (dir.), « Chrysologue de Gy » dans Dictionnaire universel d’histoire et de géographie, 1878 (lire sur Wikisource)
- « Chrysologue de Gy », dans Louis-Gabriel Michaud, Biographie universelle ancienne et moderne : histoire par ordre alphabétique de la vie publique et privée de tous les hommes avec la collaboration de plus de 300 savants et littérateurs français ou étrangers, 2e édition, 1843-1865 [détail de l’édition]